# Jacques Sandron
Jacques Sandron, né le 2 mai 1942 au Lude (Sarthe), en France, et mort le 18 février 2019 à Auvelais, est un dessinateur belge de bande dessinée.

## Biographie
Jacques Sandron naît à Lude — ses parents participaient à l’exode — le 2 mai 1942 et rejoint rapidement la Belgique. Il étudie à l’École des Mines de Falisolle avec pour objectif la profession de mineur de fond comme son père. La catastrophe du Bois du Cazier l’incite à choisir une autre profession.
En 1957, Jacques Sandron est engagé en tant qu'apprenti retoucheur à l'imprimerie des éditions Dupuis. Il s'occupe du retouchage dans les bâtiments de Marcinelle où est imprimé le Journal de Spirou depuis sa création en 1938.
En 1975, atteint par le virus de la bande dessinée, il présente au rédacteur en chef du Journal de Spirou Thierry Martens une histoire sur Charlemagne qui lui est refusée. Il y fait néanmoins la connaissance de Raoul Cauvin, avec qui il crée Godaille et Godasse, une série humoristico-historique qui apparaît dans le Journal de Spirou dans le numéro 1938 du 3 juin 1975. Les premières histoires se situent généralement sur les champs de bataille russes, où le fougueux Godaille raconte à ses camarades avec beaucoup de bravade ses victoires contre les cosaques. Le jeune hussard est alors généralement envoyé en mission spéciale, avec son cheval tout aussi fougueux mais plus sensible Godasse. Après de courts récits variant de 2 à 6 planches, le premier long récit paraît en 1978, Des charriots dans la steppe. Quatre autres suivirent jusqu'en 1984. Dans leurs aventures les plus longues, Godaille et Godasse sont souvent accompagnés dans leurs missions par leur camarade Lafleur. La série présente également de véritables personnages historiques. Outre Napoléon Ier, l'introduction la plus notable fut Catherine Hubscher, l'épouse du maréchal François Joseph Lefebvre. Surnommée « Madame Sans-Gêne », la lapidaire[pas clair] pourrait embarrasser toute une armée avec son langage grossier. En 1985 et 1986, Sandron et Cauvin reviennent à des histoires plus courtes sous le titre Les Mémoires d'un Hussard. Quatre albums sont publiés chez Dupuis puis la série est rééditée chez M.C. Productions avec la publication d'un cinquième album et qui sera réédité chez Jourdan en 1991. Une intégrale au tirage très limité paraît chez Hématine en 2012.
En 1984, il imagine avec le même scénariste, puis avec Alain Clément, les mésaventures d'un brave facteur dans la série Raphaël et les Timbrés qu'il dessinera jusqu'en 1994, pour Je bouquine et dans I Love English sous le nom de Peter the Postman, deux albums sont publiés chez Soleil (1989-1990). En 1994, il abandonne la bande dessinée et se consacre à l’illustration d’ouvrages scolaires pour l’éditeur britannique Nelson Thornes. 
Il donne cours à l'École d'Art de Tamines.
Il meurt le 18 février 2019 à Auvelais, à l'âge de 76 ans.

### Vie privée
Il vivait à Falisolle en Belgique, marié à Chantal Saelen, père de quatre enfants : Laurence, Cécile, Gilles et
Caroline. Il est enterré au cimetière d’Aiseau-Oignies.

## Publications

### Albums
Godaille et Godasse
- 1. Madame Sans-Gêne[10], Dupuis, Marcinelle, 1982
Scénario : Raoul Cauvin - Dessin : Jacques Sandron - Couleurs : quadrichromie -  (ISBN 2-8001-0881-9),Rééditions en 1988 M.C. Productions  (ISBN 2-89764-022-7) et en 1991 Jourdan  (ISBN 2-84021-009-6).
- 2. Sacré sacre, Dupuis, Marcinelle, 1983
Scénario : Raoul Cauvin - Dessin : Jacques Sandron -  (ISBN 2-8001-0957-2)
- 3. Hussard à la mer[10], Dupuis, Marcinelle, 1985
Scénario : Raoul Cauvin - Dessin : Jacques Sandron -  (ISBN 2-8001-1132-1)
- 4. Révolte en Espagne[10], Dupuis, Marcinelle, 1986
Scénario : Raoul Cauvin - Dessin : Jacques Sandron -  (ISBN 2-8001-1261-1)
- 5. Des chariots dans la steppe, MC Productions, Toulon, 1988
Scénario : Raoul Cauvin - Dessin : Jacques Sandron - Couleurs : Vittorio Leonardo -  (ISBN 2-907143-07-7)
- Int. Intégrale[11],[12], Hématine, Bruxelles, 22 août 2012
Scénario : Raoul Cauvin - Dessin : Jacques Sandron - Couleurs : quadrichromie -  (ISBN 978-2-9601229-0-9)

#### Raphaël et les timbrés
- 1. J'ai déjà donné ![13], Soleil Productions, Toulon, novembre 1989
Scénario : Raoul Cauvin - Dessin : Jacques Sandron - Couleurs : quadrichromie -  (ISBN 2-87764-021-3)
- 2. Numéro : 02, Soleil Productions, Toulon, septembre 1990
Scénario : Raoul Cauvin - Dessin : Jacques Sandron - Couleurs : quadrichromie -  (ISBN 2-87764-040-X)

### Collectifs
- Folklore wallon en bulles[14], Dricot, Bressoux, février 2010
Scénario : collectif - Dessin : collectif dont Jacques Sandron -  (ISBN 978-2-87095-389-1)

### Périodiques
- Peter the Postman dans I Love English Junior
- Peter goes to Hollywood, 2 planches, I Love English Junior, no 28, septembre-octobre 2001
- A dangerous delivery, 2 planches, I Love English Junior, no 28, septembre-octobre 2001

## Réception

### Postérité
Le 5 septembre 2019, une statue de Godaille et Godasse a été érigée sur un des ronds-points dans le village wallon de Tamines en présence des proches de Raoul Cauvin, Willy Lambil et Sandron. 
Le bourgmestre Jean-Charles Luperto a tenu à rendre hommage au dessinateur et exprimé la fierté de Sambreville de pouvoir mettre son talent et son œuvre à l'honneur,. 
Jacques Sandron a eu une forte influence graphique sur Herman Roozen (nl).